# Бригидки
Бриги́дки (пол. Brygidki, укр. Бригідки) — старейшая действующая тюрьма во Львове (Украина). Расположена на улице Городоцкой, 20 в здании, перестроенном из старинного римско-католического монастыря женского ордена Святой Бригиды. Монастырь был построен в 1614 году по инициативе и на средства Анны Фастковской и Анны Порадовской для девушек из благородных семей. Во дворе был построен костёл-часовня Святого Апостола Петра с алтарём в стиле барокко. В несколько изменённом виде здание костёла существует и поныне.
В 1784 году по инициативе австрийских властей, которые сменили в Галиции польскую администрацию и проводили политику секуляризации, монастырь был закрыт, а его здание превращено в тюрьму.
К 1875 году здесь отбывали срок 1468 заключенных, при этом практически 200 человек сидели в Бригидке за убийство. Условия содержания заключенных в тюрьме были суровыми, что приводило к частым заболеваниям заключенных. Наиболее распространены в Бригидках были болезни глаз. В тюрьме работал врач, но свои обязанности он исполнял формально.
Тюрьма продолжала действовать в польский и советский период. В июне 1941 года, во время отступления Красной Армии в начале войны с Германией, в Бригидках, как и в других тюрмах Львова и Львовской области, произошли массовые расстрелы органами НКВД политических заключенных. Во время немецкой оккупации Львова в Бригидках также проходили массовые расстрелы, так в июле 1941 года были убиты десятки представителей польской интеллигенции Львова, а в дальнейшем тут проходили массовые убийства евреев.
Ныне в здании расположен львовский следственный изолятор № 19.
До конца 1980-х годов в СИЗО приводились в исполнение смертные приговоры.
В 2008 году рассматривался вопрос о перенесении львовского СИЗО за пределы города в связи с подготовкой к чемпионату Европы по футболу 2012 года.
В 2009 году за жестокое обращение с заключёнными был осуждён бывший начальник львовского СИЗО № 19.